# 戸田顕
戸田 顕（とだ あきら、1959年 - ）は、日本の作曲家。JASRACメンバー。青森県七戸町出身。

## 略歴
青森県七戸町出身。1975年（昭和50年）3月、国立音楽大学器楽科（ユーフォニアム専攻）卒業同年、東京芸術大学大学院音楽研究科入学。ユーフォニアムを大石清、指揮法をデビット・ハウエルに師事する。大学在学中より、ユーフォニアム奏者として活躍し、1978年、指揮者としてデビュー。以後、指揮者、作編曲家、クリニッシャンとして活動している。アメリカの吹奏楽作曲家を招聘したり、イリノイ州立大学教育学部音楽科にて「日本の吹奏楽教育の現状」について講演を行うなどし、国内外での管楽器教育にも取り組んでおり、米国音楽教育機関紙「UP DATE」でも紹介された。 
近年、創作活動も行い、吹奏楽の他にピアノ、管室内楽、合唱曲にも力を注ぎ、新作を発表している。吹奏楽作品「平和への行列」は、2001年度全日本吹奏楽コンクール課題曲として採用され、2005年、同曲が台湾でも吹奏楽コンクール課題曲として採用された。また、2007年12月にミッドウエスト・インターナショナル・バンド・アンド・オーケストラ・クリニックで初演された「Kago-me Kago-me」が2009年2月に開催されたテネシー州吹奏楽コンクールの課題曲としても採用されている。日本国内の出版社をはじめとしアメリカやベルギーの出版社からも多数の作品が出版されている。また2010年暮れに、作品集CD「Voice」 がリリースされた。2010年11月21日に日本ユーフォニアム・テューバ協会主催の「ジャパンユーフォニアムテューバフェスティバル2010」では、「戸田顕杯四重奏コンクール」と題して、彼が冠のコンクールが開催され、多くのユーフォニアム・テューバ団体が参加した。
2005年3月、青森県七戸町より文化賞を授与された。2015年、七戸町合併10周年を記念して、七戸町教育委員会が戸田氏に委嘱した作品「アザレア・タウン」を本人指揮の下、八甲田吹奏楽団、七戸町立七戸中学校吹奏楽部、七戸町立天間舘中学校吹奏楽部、七戸町立天間西小学校ブラスバンド部、七戸町立城南小学校吹奏楽部の合同演奏によってオータムフェスタで世界初公演を行った。

## 作品

### 吹奏楽
- 童 Warabe
- 海の詩 Poem of the sea（第1回「響宴」参加[1][2]）
- 安らかに眠れ Rest in peace
- ラメンテーション Lamentation
- そして全ては失われた and all on the earth had gone（第3回「響宴」参加[3][2]）
- 変ロ断章 Movement in Bb
- プレシアス・デイズ Precious Days
- ステューデンツ・コンチェルティーノ Student's Concertino
- 平和への祈り Prayer to Peace
- 平和への行列（2001年度全日本吹奏楽コンクール課題曲）Procession to peace
- おじいさんの古時計変奏曲 Grand-Father's Clock Variations
- 古寺 An Old Temple
- 杜と風 Forest and Wind
- グリューネヴァルト（松本ウインズコンソート第10回記念演奏会委嘱作品、第6回「響宴」参加[4][5][2]）
- ソング・フォー・オーボエ Song for Oboe
- 組曲 蒼の杜
  1. 津軽の海
  2. 神の宿る流れ
  3. 祭り（ねぶた）
- ラ・ファミリア・アグラダブレ・デ・ラ・ムシカ La familia agradable de la musica
- 組曲 千羽鶴に願いを込めて Suite Wishing peace on Sembazuru
  1. 千羽鶴の嘆き Grief of Sembazuru
  2. 千羽鶴の詩 Poetry of Sembazuru
  3. 千羽鶴の行列 Procession of Sembazuru
  4. 千羽鶴の踊り Dance of Sembazuru
- 組曲 朝霞
  1. ファンファーレ・モーニング・ミスト
  2. 黎明
  3. 剋進
  4. 彩夏祭
- 古都の夜明け Dawn of an ancient city
- 吹奏楽のための平和への夜明 Dawn to peace for Band
- ガンジーGandhi
- かごめ かごめ Kago-me Kago-me
- 慰霊碑の彼方に Over there of the memorial cenotaph
- 組曲 我が心のふるさとより
  1. 大雄山
  2. 地蔵堂
  3. 川の流れ
  4. 洒水の滝
  5. 夕日の滝
  6. 狛犬
  7. 祭り
- ヘンリー・パーセル讃歌 Praise to Henry Purcell（埼玉県立所沢高等学校吹奏楽部 委嘱作品）
- ポエム・フォー・テューバ Poem for Tuba
- 賞賛 The Admiration
- ゆいま〜る Yuimahl
- ふるさとに想いをよせて
- 万藾（ばんらい）Ban-rai
- サドゥン グローリー Sudden Glory
- ヴォイス Voice

### ブラスバンド
- 日本の詩 Japanese Poem
- そしてすべては失われた and all on the earth had gone
- 平和への夜明け Dawn to peace
- 平和を求めて Seek for peace

### 室内楽
- フェスティヴァル・ファンファーレ Festival Fanfare（EUPHO/TUBA六重奏）
- 悪戯っ子 Maleficus Puer（EUPHO/TUBA六重奏）
- ビバ・バス・クレフ！ Viva Bass Clef ! （EUPHO/TUBA六重奏）
- 医者になった少年 A boy who became doctor（木管五重奏）
- ザ・ハッピー・ワークショップ The Happy Workshop（EUPHO/TUBA六重奏）
- フェスティーヴォ Festivo（低音十重奏）
- ユーフォニアム・テューバ四重奏曲 Euphonium Tuba Quartet（EUPHO/TUBA四重奏）
- サクソニックダンス Saxonic Dance（SAX四重奏）
- クラリネットカプリス Caprice（CL八重奏）
- 小組曲「テュービアム・ダンス」 Little Suite Tubium Dances（EUPHO/TUBA四重奏）
- エチュード〜クラリネット八重奏のための〜 Etude for 8 Clarinets（CL八重奏）
- クラリネットバスカーズ Clarinet Buskers（CL五重奏）
- サクソフォーンバスカーズ Saxophone Buskers（SAX四重奏）
- 平和への夜明け Dawn to peace（EUPHO/TUBA四重奏）
- クアトロ・フロール Cuatro Flor（EUPHO/TUBA四重奏）
- 破壊 The Destruction（EUPHO/TUBA四重奏）
- フロー・アット・タイム Flow at time
- イノヴェーション Innovation
- トロンボニズム Trombonism for 4 trombones
- 新時代の夜明け Dawn of a new day（混合十重奏）
- クラシカル・ムード Classical mood（木管八重奏）
- ノヴェレッテ Novelette（CL五重奏）
- テンダリー＆ライトリー Tenderly & Lightly（EUPHO/TUBA四重奏）
- ルースス Lusus
- ア スケッチ A Sketch for Solo Bass Clerinet
- ユーフォニアム・トリオ Euphonium Trio
- テュービアム Tubium
- テュービアム II  Tubium II
- ファンファーレ モーニング・ミスト Fanfare Morning Mist
- タイムス Times

### 吹奏楽編曲
- ピーターと狼（Peter and the Wolf）S.プロコフィエフ
- Ombramaifu (Largo) G.F.Handel
- Concone 50 (1-25) Concone
- Symphonie Fantastique Op.45 5th mov. Berlioz
- Slovanske Tance Op.46 No.2 Dvorak
- Slovanske Tance Op.46 No.8 Dvorak
- Aladdin Op.34 Nielsen
- Le Canaval des Animaux Saint-Saens
- Feste Romane - Circenses Respighi
- Feste Romane - La Befana Respighi

### ブラスバンド編曲
- PAVANE pour une infante defunte - Ravel
- All Glory Told - J.Swearingen
- In All Its Glory - J.Swearingen
- Romanesuqe - J.Swearingen
- Where the River Flows - J.Swearingen
- The Light Eternal - J.Swearingen
- Let The Spirit Soar - J.Swearingen
- Dawn Of A New Day - J.Swearingen
- Celebration for wind and percussion - J.Swearingen
- Centuria - J.Swearingen
- In times of Triumph - J.Swearingen
- Invicta - J.Swearingen
- Novena - J.Swearingen
- Silvercrest - J.Swearingen